# Magni Laksáfoss
Magni Laksáfoss (født 3. december 1969) er en færøsk samfundsøkonom, demograf og politiker (SB).
Han er uddannet cand.polit. i samfundsøkonomi fra Fróðskaparsetur Føroya, hvor han også har forelæst i økonomisk historie. Han tog samfundsøkonomisk uddannelse ved Københavns Universitet med økonometriske modeller, statistik og demografi som specialeområde. I 2007 tog Laksáfoss doktorgraden, efter at have disputeret på en afhandling om langtidsforholdet mellem demografi og økonomisk udvikling. Han har været tilknyttet Nordisk Atlantersamarbejde (NORA) som forsker og Fróðskaparsetur Føroya som gæsteforsker.
Han var finansminister i Jóannes Eidesgaards første regering 2007–2008 og blev valgt til Lagtinget 2008–2011. I perioden 2008–2011 var han både formand i Lagtingets kulturudvalg og medlem af Lagtingets finansudvalg. Laksáfoss kom med tiden i konflikt med sit eget parti, og advarede imod regeringsflertallets politiske kurs, som han mente ville få alvorlige udslag på sigt. I 2011 stillede han ikke op til genvalg til Lagtinget.
I 2015 stillede han igen op til lagtingsvalg for Sambandsflokkurin og blev valgt.